# Beatriz Ramacciotti
Beatriz Matilde Ramacciotti Regazzoli  (Lima, 1971) es una abogada, profesora e investigadora peruana en el campo del derecho internacional y las relaciones internacionales. Se desempeña como profesora de Derecho Internacional Público en la Universidad de los Andes, en Chile. También es miembro del Consejo Asesor de la Political Database of the Americas, una iniciativa académica de la Universidad de Georgetown. Ramacciotti tiene una amplia formación académica en el ámbito jurídico. Es licenciada en Derecho por la Pontificia Universidad Católica del Perú (PUCP), doctora en Derecho y Ciencias Sociales por la Universidad Nacional de Córdoba, en Argentina, y magíster en Derecho por la Fletcher School of Law & Diplomacy, de la Universidad de Tufts, en Estados Unidos.

## Biografía

### Aportes académicos
A lo largo de su carrera profesional, ha contribuido significativamente al desarrollo y la difusión del derecho internacional y las relaciones interamericanas en el Perú y en la región. Su trayectoria académica se ha centrado principalmente en la Pontificia Universidad Católica del Perú, donde inició como profesora de Derecho Internacional en la Facultad de Derecho de la Universidad Católica del Perú desde 1982 hasta 1994. Entre 1984 y 1990 fue coordinadora del Magíster en Derecho Internacional Económico en la Escuela de Postgrado de la misma universidad. En 1991, junto a un grupo de profesores y alumnos vinculados a dicho programa de Maestría, cofundó y dirigió el Instituto de Estudios Internacionales (IDEI) de la Universidad Católica del Perú, un centro de investigación y docencia en temas de derecho internacional y relaciones internacionales. Este acontecimiento es relevante ya que fue una iniciativa pionera en el país para impulsar el estudio de los asuntos internacionales desde una perspectiva multidisciplinaria, además de ser reconocido como centro de excelencia académica y un referente en el ámbito de los estudios internacionales en el Perú y la región.

### Carrera política
Una de las facetas más relevantes de la trayectoria de Beatriz Ramacciotti es su rol como Embajadora y Representante Permanente del Perú ante la Organización de los Estados Americanos (OEA), cargo que ocupó desde 1994 hasta el 2000. Durante su gestión, tuvo una activa participación en los diversos órganos y mecanismos de la OEA, presidiendo el Consejo Permanente, el Consejo Interamericano para el Desarrollo Integral, la Comisión de Asuntos Jurídicos y Políticos y varios grupos de trabajo sobre temas de interés hemisférico. Entre los temas que impulsó y defendió en la OEA, se destaca el de género, Ramacciotti presentó en 1998 una propuesta para modificar los instrumentos jurídicos del sistema interamericano, con el fin de eliminar toda referencia exclusiva a los derechos y libertades del “hombre” y reemplazarla por la de “persona humana”. La propuesta, que incluía la modificación del título de la Declaración Americana de los Derechos y Deberes del Hombre, así como un protocolo de reforma a la Carta de la OEA, buscaba consagrar jurídicamente el concepto de igualdad de oportunidades y equidad de género, recogiendo así una visión ya compartida por los Estados miembros. La propuesta de Ramacciotti fue una iniciativa pionera en la OEA en relación con la promoción y la protección de los derechos humanos de las mujeres en las Américas.
Ramacciotti también fue una de los cuatro árbitros designados por Perú para integrar la lista de la Corte Permanente de Arbitraje Internacional de La Haya entre 1996 y 2001. En 2001, se trasladó a los Estados Unidos, donde se desempeñó como directora de la Base de Datos Políticos de las Américas y profesora de Relaciones Interamericanas en el Center for Latin American Studies, Edmund A. Walsh School of Foreign Service, Georgetown University, hasta el año 2009. Desde el año 2010, ha sido conferencista en centros e institutos de estudios internacionales, postgrados en relaciones internacionales y entidades académicas varias en Perú, Chile y los EEUU.

## Obras
Ramacciotti ha escrito y editado varios libros, trabajos de investigación, estudios y artículos en publicaciones académicas y periódicas sobre temas de derecho internacional, integración regional, cooperación internacional, derechos humanos, género y democracia. Entre sus obras destaca "El terrorismo como crimen internacional”, publicado en la revista Estudios Internacionales del Instituto de Estudios Internacionales de la PUCP en 1996. En este artículo, aborda la oportunidad histórica en la era posmoderna para fortalecer la legislación internacional y abordar la violencia en sus diversas formas, especialmente el terrorismo y propone ajustes en las normas de derecho penal internacional para ampliar la protección jurídica contra este, independientemente de si es perpetrado por agentes estatales o individuos, con el objetivo de salvaguardar la vida, el bienestar, la democracia y la seguridad interna a nivel global. La Biblioteca Virtual de la Verdad y Reconciliación en un artículo de Dora Tramontana Cubas ha resaltado la importancia del artículo de Ramacciotti:
Según la Doctora Beatriz Ramacciotti, “Sendero Luminoso” es calificado como grupo terrorista, cuyas acciones criminales no pueden convalidarse como “delitos políticos conexos con comunes” sino como crímenes de lesa humanidad sujetos a la legislación penal interna y condenados por el Derecho Internacional. No es posible analizar el terrorismo desde distintos puntos de vista sin atender a su contexto histórico y político. “Sedero Luminoso” tiene un origen, historia y desarrollo y se encuentra inserto en un contexto nacional e internacional.
Su artículo “Democracia & equidad e igualdad de género en el sistema interamericano” publicado por el Comité Jurídico Interamericano de la OEA en 1999 fue una importante contribución sobre los avances en materia de género en organizaciones internacionales que anteriormente habían tenido una visión de dominación en la relación hombre-mujer en el campo internacional. La Universidad Federal do Ceará a través de la investigación de Karina Aragao resalta uno de los principales hallazgos de Beatriz:
Ramacciotti, destaca las acciones emprendidas por la Organización de Estados Americanos (OEA) y el Sistema Interamericano promovido por el Banco Interamericano de Desarrollo (BID), que consideran que existe una relación directa entre la mejora de la calidad de vida de las mujeres y la igualdad de género con la mejora de la la calidad de vida de la población en general, es decir, invertir en las mujeres redunda en en la calidad de vida de la población.
Asimismo, Ramacciotti ha aportado con escritos como: "El avance de la democracia y la equidad de género" publicado en la revista Estudios Internacionales del Instituto de Estudios Internacionales de la PUCP en 1998, en el cual explora cómo los progresos en torno de la equidad de género pueden contribuir en los niveles de calidad de la democracia latinoamericana. A partir de esto, decide profundizar más en los temas enfocados en el género y publica en 1999, junto al Instituto de Estudios Internacionales de la PUCP, su artículo "La situación de la mujer en las Américas y el enfoque de equidad de de género en el sistema interamericano". En el cual se mencionan hitos importantes como la Conferencia de Beijing de 1995 y las Cumbres de las Américas en 1994 y 1998, donde se reconoce la igualdad de derechos y oportunidades para las mujeres como una tarea prioritaria. Destaca también su rol como representante de la OEA y de la organización como tal para que se aprueben resoluciones que enfaticen el respaldo político para materializar los derechos y oportunidades de las mujeres a nivel operativo y programático. Si bien su artículo reflexiona sobre la evolución del papel de la mujer en la sociedad y aboga por superar mitos y estereotipos; a pesar de los logros, señala que persisten la discriminación y la desigualdad, destacando la necesidad de continuar avanzando en este tema. Al respecto, Juliana Ströbele en una conferencia para la Freie Universität Berlin destaca que también se debe considerar lo siguiente:
En el contexto de los debates legales y acuerdos internacionales de los años 90, los movimientos de mujeres lograron que el tema de la desigualdad de los sexos fuese discutido por un público amplio y que dentro de las reformas legales, como señala Ramacciotti, efectuadas en la mayoría de los países latinoamericanos también se mejore el estatus legal de las mujeres. No obstante, la investigación pudo demostrar que las condiciones del marco económico constituyen claramente barreras en el ejercicio de los derechos de las mujeres: las reformas se llevaron a cabo bajo un trasfondo en el cual los ajustes económicos y estructurales neoliberales agudizaron aún más las desigualdades y en el cual las estructuras sociales fueron erosionadas. Y al igual que en otros países del Sur, también las mujeres en América Latina están afectadas en mayor medida por los procesos de pobreza y por los efectos sociales del cambio económico en el marco de la globalización
Algunas otras obras escritas por Beatriz Ramacciotti son las siguientes:
- “Presidencialismo y Parlamentarismo en América Latina”, editado por Georgetown University & the OAS en 2005.
- “El nuevo paradigma democrático y la protección internacional de la democracia en las Américas”, publicado en la revista Ius et Veritas de la Universidad Católica del Perú en 2005.
- “La privatización de la violencia y la responsabilidad internacional de agentes no-gubernamentales”, publicado en el XX Curso de Derecho Internacional de la OEA/CJI en 1993.
- “Democracia y Derechos Humanos en el Perú de los 90”, editado y coescrito por ella y publicado por el Instituto de Estudios Internacionales de la PUCP en 1993.
- “Derecho Internacional: Casos y Materiales”, publicado por la Universidad Católica del Perú en tres ediciones entre 1991 y 2001
- “Derecho Internacional Económico”, editado y coescrito por ella y publicado por la misma universidad en 1993.
- “Estudios de Derecho Internacional”, publicado por el Instituto de Relaciones Internacionales del Ministerio de Relaciones Exteriores del Perú en 1990.
- Su tesis de maestría se tituló “El arbitraje y otros medios alternativos de solución de conflictos” y fue presentada en la Fletcher School of Law and Diplomacy de la Universidad de Tufts en 1989.